# 希腊-卡拉布里亚方言
希腊-卡拉布里亚方言或希腊-布凡西亚语 (Greek-Calabrian dialect；Greek-Bovesian) 是意大利希腊语在卡拉布里亚所用的版本，與在Grecìa Salentina地区所说的意大利希腊语方言不同。这两种语言经常被统称为'意大利希腊语'（Italiot Greek or Grecanic or Griko)，但它们实质上是有不同发展历史的两种方言。

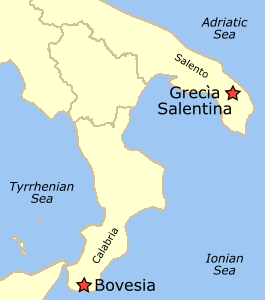
说意大利希腊语的地区Grecìa Salentina和Bovesia的位置地图

希腊卡拉布里亚语与意大利希腊语一起在联合国教科文组织濒危语言红皮书中被提到。  （页面存档备份，存于）Euromosaic分析并认可它为欧盟中一种濒危少数语言。 （页面存档备份，存于）
它同时也被认为是现代希腊语 （页面存档备份，存于）方言的一种。但这一源自民族方法学的结论令人怀疑，因为此语言应该是从拜占庭希腊语，甚至是从古代希腊语经历一个并行而独立的发展过程，而演化为现代希腊语，由此它应被视作现代希腊语的姐妹而非先辈。
秉承此观点，它应该是中世纪拜占庭希腊语的一种方言，而非现代希腊语的方言。
此种希腊语在它的发展历程中从未得到广泛推广，没有被使用在行政、文学或宗教领域，只是用于日常的交流中。因而尽管它有着独一无二的字符，但也仅能作为一种方言，而不是一种语言。

## 传播

### 过去的传播

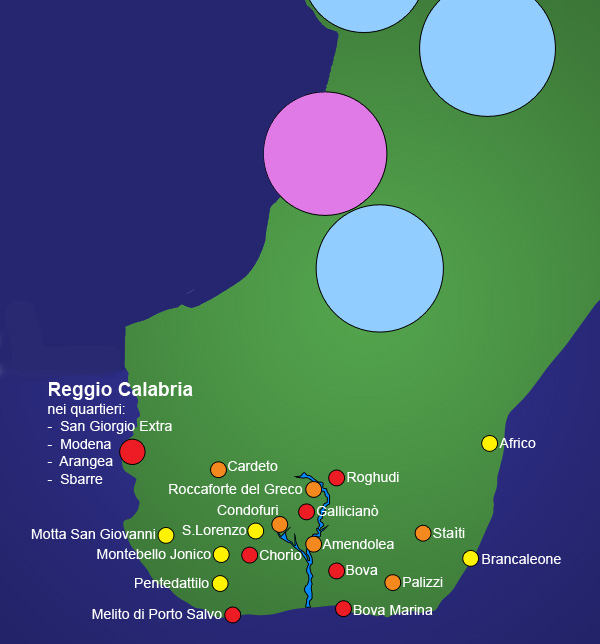
希腊-卡拉布里亚方言在数个世纪以来的传播。蓝色: 15世纪之前；紫色：16世纪之前；黄色：19世纪之前；橙色：20世纪之前；红色：现在

从15到16世纪，整个南部卡拉布里亚 (Calabria) 都说这种方言，之后它逐渐被罗马方言 (卡拉布里亚语) 所替代，尽管卡拉布里亚语的语法和大量词汇都深受希腊-卡拉布里亚方言的影响。
在安杰文时代，这一希腊方言在 Seminara, Taurianova, Mésima峡谷和Poro高原等一大片地区广泛使用。通过一个简要的历史分析就可以充分表明从16世纪开始这一方言在不同的卡拉布里亚地区逐渐消亡的过程。
16世纪中叶，这一方言已经在Petrace地区消失。特别是在Diverso高谷和Tasi。在后一世纪，扩散到阿斯普洛蒙特西部靠近墨西拿海峡的一些地区，象Catona山谷和Gàllico山谷地区等等。 
在19世纪，它已经消失在Pentedattilo，Africo，Brancaleone，Motta San Giovanni，Montebello，San Lorenzo等山谷地区，位于阿斯普洛蒙特的爱奥尼亚方向（靠近希腊一边） 
在20世纪初，Palizzi, Staiti, Cardeto, Roccaforte del Greco, Amendolea，Condofuri等城镇中也已经不再有这一方言了。

### 法西斯主义的压制
在意大利法西斯主义横行的年代，少数民族语言的使用受到压制，这也无可避免地影响到了希腊-卡拉布里亚方言的普及。在30年代，当时说一个人蠢的流行说法是“看上去象希腊人”。
之后，甚至于以此语言为母语的人来说，也觉得说这种方言是一种文化倒退的现象，在学校里老师会惩罚说这种“外语”的小学生。

### 现在的传播
希腊-卡拉布里亚方言仍在布凡西亚的九个城镇中使用，包括Bova Superiore，Roghudi，Gallicianò，还有Chorìo di Roghudi，Bova Marina和圣乔奇奥和劳尼麽地拿周边的Reggio Calabria镇。
在与Reggio Calabria相邻的Arangea和Sbarre地区有几百人能使用这种语言，另外在Melito di Porto Salvo也有少数人能说希腊-卡拉布里亚方言。这还应该归功于发生在1971年的一场洪水迫使人们从Roghudi和Chorìo迁移至此。
尽管文化组织和当局花了不少努力推广，但目前只有大约2000人能掌握这种语言，其中低于35岁的年轻人还不足50人。
在Bova，很多学习现代希腊语的人会优先考虑希腊-卡拉布里亚方言。

## 特征
这种语言与现代希腊语有很多共同之处。关于其来源，一些语言学者认为，它是衍生自地中海希腊语的一种方言，而另一些语言学者认为它直接来自古希腊语，尤其是在大希腊所说的多立克希腊语，它是独立发展的，只是受到了地中海希腊语的影响而已。
其证据在于，这种语言中有许多衍生自多立克希腊语的古单词，在希腊已经不再使用。与现代希腊语比较，它还有很多与众不同的特征。例如，在很多情况下，大多数单词中最后的“-s”消失了（也就是说，“gaidaros”（意为驴）在卡拉布里亚希腊语中变成了“gadaro”）。而且，这种方言中没有未来时，其功能用现在时代替。
这种语言的一个重要特征是，它使用了拉丁字母，而不是希腊字母。

## 文學
相關的文學是稀少的，它們包括詩書或當地歷史或日曆，而經常用意大利语、希臘卡拉布里亞文及現代希臘语三種語言寫成。可惜地，由於這種語言主要是用於農村或遊牧地區，所以像上述文學的其他語言紀錄是相當缺乏的。
在1970年代後期，一個名為Jalò tu Vúa的組織建立了研究小組替學校們制定希臘卡拉布里亞語的教學方法及文法標淮。Bova公社在1979年對上述標淮發行了名為La Glossa di Bova (Bova's gloss)的小冊子。

## 人道主义的根源
卡拉布里亚方言对人道主义和文艺复兴的出现意义重大。事实上这一时期的希腊文化主要来自卡拉布里亚地区。当时对古希腊语的重新发掘几无可能，古希腊语已经湮灭多年。卡拉布里亚人道主义者或来自康斯坦丁堡的流亡者的出现成为了至关重要的因素。
这一时期对古希腊语的研究，两位Seminara修道院僧侣功不可没，分别是Gerace的主教Barlaam和他的弟子Leonzio Pilato。尤其是Leonzio Pilato，他可能是出生于Reggio Calabria附近的说希腊-卡拉布里亚方言的人。他是一位古希腊语的重要老师和译者，曾帮助过Giovanni Boccaccio翻译Homer等著作。

## 音乐
希腊-卡拉布里亚方言没有音乐方面的传统积淀，尽管现代也有一些民歌演唱组用此方言表演。
在Bova Marina举办每年一度的希腊-卡拉布里亚方言音乐节。

## 现状

### 重现
在很长一段时间内，希腊-卡拉布里亚方言被意大利人所遗忘，在欧洲甚至连希腊政府和人民都无视它的存在。这种方言的重现，或者至少说是为人所知，主要归功于德国籍语言学家罗尔夫斯 （页面存档备份，存于）。他的努力使得我们能重新了解希腊-卡拉布里亚方言。

### 文化组织
在罗尔夫斯的影响下，一群大学生开始寻求将此种方言进一步为世人所知的机会，他们出版了名为La Ionica的小册子，这是为保存这门方言所作的第一次有组织的行为。
在1970年，这群学生成立一个文化组织，名字也叫作La Ionica，那本同名的小册子变成了刊登用意大利语和希腊-卡拉布里亚方言两种语言撰写的散文和诗作的杂志。这一组织还与说希腊语的Grecìa Salentina人建立了联系，意在建立UGIM（南意大利希腊语联盟）来保护这一双语区域，并希望得到政府对这些双语区的认可，建立明显的双语区指示路牌。
自从有了La Ionica这个先例，其他一些地方组织也先后诞生，包括在Reggio Calabria的Zoí ce glossa (生活和语言)和Cinurio Cosmó (新世界)；在Bova Marina的Jalò tu Vúa；在Gallicianò和Roghudi地区的CUMELCA，以及在Bova Superiore的Apodiafázi (黎明)。

### 传媒
设有希腊-卡拉布里亚方言版本的期刊是「I Riza」，它设三种语言（意大利语、希腊-卡拉布里亚方言及现代希腊语），並由Jalò tu Vúa及CUMELCA负责出版，前者每四个月出版一期，後者则为每三个月出版的季刊。而事实上，它们不定期被放在书架上，视乎杂志社获得地区在财政上的支持而定。
现时并未有设希腊-卡拉布里亚方言的广播电台，多是因为当地私营电台所遇的困难。但事实上在1977年到1984年间，随着当地大规模开设广播电台，一些使用这种方言的电台节目也随之出现，例如在Bova Marina的「鲍思高电台天线」、Reggio di Calabria的「圣保罗电台」及Mélito di Porto Salvo的RTM电台。
而在电视广播方面，则从未有任何节目使用过这种方言。

### 教育和知名度提升
在雅典的希腊政府，通过国际希腊语人士联盟与La Ionica建立联络，并曾官方邀请希腊-卡拉布里亚人参加在希腊举办的年会。除此之外，La Ionica并没有得到更多的政府支持。事实上，这个问题也只是在最近几年才被意识到。 
卡拉布里亚语区鼓励在学校中教授这门方言，就像曾经发生在阿尔巴尼亚语区的一样支持双语教育。在1993年，这一区域还在Bova Marina建立了Istituto Regionale Superiore di Studi Ellenofoni (强化希腊语学习区域组织)。
除了这些初步的努力，这一项目并没有取得更多进展，一方面是因为缺少足够的合格师资，另外事实上官方语言也没有使用双语。现在仅在Bova和Bova Marina的一些小镇路边才能看到双语的指示牌。

### 关键点
由於國民一般視它僅僅為一種方言，是低下階層如農村及/或文盲人口的表達方式，導致了希腊-卡拉布里亚方言應用的日漸沒落。況且語言文獻的貧乏(大多用於地方上而非大眾程度)亦進一步阻礙它的生存。
语言的确获得保存，但它的使用者依然只是群居在 Aspromonte (暂译作：阿斯普罗山)及附近的地区。而且，加上不少居民迁走，很多青年人只能掌握语言的基本知识；居民有了更好的教育程度后，反而在日常生活中更频繁地使用其他语言，例如意大利语。
虽然地方政府与立法机构鼓励教育界以希腊语授课，但基于有能力教授希腊-卡拉布里亚方言的导师与教授實在是少之又少，难以让复兴方言的计划獲得成功。在地方议会的财政支持下，本地文化团体仅仅能在地区层面上推广方言的使用。
在地方政府与欧共体的财政支持下，本地小学只设立了可选修的方言科目，而没有以双语教学的方法推行方言。无论如何，有兴趣学方言的学生还是不多。  
不幸地，纵使这类科目会对中学生最适用，中学甚至没有任何教授方言的科目；而文化团体提供的方言课程也只是為未成人而设。
故此，目前推行方言之最大阻碍，就是教师普遍对方言缺乏认识，而教育界又不重视双语教学的重要，没有视之为必须推行的教育政策。如Jalò tu Vúa一般的文化组织，为学生提供深造教育，也只是全靠欧共体的资助。现在，该组织甚至在尝试制定希腊-卡拉布里亚方言的文法。
然而，本地青年趋向更喜欢现代希腊语，减少对方言的热情。